# Limnophora vittata
Limnophora vittata är en tvåvingeart som först beskrevs av Macquart 1851.  Limnophora vittata ingår i släktet Limnophora och familjen husflugor. Inga underarter finns listade i Catalogue of Life.